# 吴松刚
吴松刚（1937年8月—2021年2月1日），男，福建福州人，中国工业微生物专家，曾任福建师范大学教授、博士生导师，第六、七、八届全国人大代表。